# Попеску, Георге
Гео́рге Попе́ску (рум. Gheorghe Popescu; 9 октября 1967, Калафат) — румынский футболист, защитник.

## Карьера
Выступал за сборную Румынии на протяжении 15 лет, отыграв 115 матчей (3-й результат в истории сборной Румынии) и забив 16 мячей. Один из лучших футболистов в истории румынского футбола.
Шестикратный лучший футболист Румынии, участник трёх чемпионатов мира и двух чемпионатов Европы.
Попеску выступал в ведущих клубах, носил капитанскую повязку «Барселоны».
После окончания карьеры стал футбольным агентом и открыл школу для юных футболистов.
Попеску — брат жены другого известного румынского футболиста, Георге Хаджи.
В марте 2014 года Попеску был приговорён к трём годам, одному месяцу и 10 дням тюремного заключения за неуплату налогов и отмывание денег.
Экс-игрок сборной Румынии провел в тюрьме один год и восемь месяцев, лишь в ноябре 2015 года освободившись по УДО.

## Достижения

### Командные
«Стяуа»
- Чемпион Румынии: 1988
- Обладатель Кубка Румынии: 1988

ПСВ
- Чемпион Нидерландов: 1991, 1992
- Обладатель Суперкубка Нидерландов: 1992

«Барселона»
- Обладатель Кубка Испании: 1997
- Обладатель Кубка Кубков: 1997

«Галатасарай»
- Чемпион Турции: 1997/98, 1998/99, 1999/00
- Обладатель Кубка УЕФА: 2000
- Обладатель Суперкубка УЕФА: 2000

### Личные
- Футболист года в Румынии: 1989, 1990, 1991, 1992, 1995, 1996
- Орден «За спортивные заслуги» III степени I типа: 2004[4]
- Почётный гражданин Бухареста: 1994[5]